# كلاوس أكرمان
كلاوس أكرمان (بالألمانية: Klaus Ackermann)‏ (20 مارس 1946 هام ألمانيا - ) هو لاعب كرة قدم ألماني يلعب كمهاجم.

## روابط خارجية
- كلاوس أكرمان على موقع قاعدة بيانات كرة القدم.إي يو (الإنجليزية)
- كلاوس أكرمان على موقع بيانات كرة القدم. دي إي (الألمانية)
- كلاوس أكرمان على موقع عالم كرة القدم.نت (الإنجليزية)